# Campeonato Mundial de Ginástica Artística de 1999
O XXXIV Campeonato Mundial de Ginástica Artística transcorreu entre os dias 8 e 16 de outubro de 1999, na cidade de Tianjin, China. Essa foi a segunda vez que uma edição mundial se deu no continente asiático.

## Eventos
- Equipes masculinas
- Individual geral masculino
- Solo masculino
- Barra fixa
- Barras paralelas
- Cavalo com alças
- Argolas
- Salto sobre a mesa masculino
- Equipes femininas
- Individual geral feminino
- Trave
- Solo feminino
- Barras assimétricas
- Salto sobre a mesa feminino

## Medalhistas
Masculino
| Evento                    | Ouro                                                                                     | Prata | Bronze |
| Equipes detalhes          | Dong Zhen · Huang Xu · Li Xiaopeng · Lu Yufu · Xing Aowei · Yang Wei · China · (230,395) | Alexei Bondarenko · Nikolai Kryukov · Alexei Nemov · Georgy Grebenkov · Evgeni Podgorny · Vitali Fedotov · Rússia · (228,145) | Ivan Ivankov · Alexander Kruzhylov · Dimitri Kaspiarovich · Alexander Shostak · Vitali Valinchuk · Ivan Pavlovski · Alexei Sinkevich · Bielorrússia · (227,631) |
| Individual geral detalhes | Nikolai Kryukov · Rússia · (57,485)                                                      | Naoya Tsukahara · Japão · (57,337)                                                                                            | Jordan Jovtchev · Bulgária · (57,212) |
| Salto detalhes            | Li Xiaopeng · China · (9,700)                                                            | Jevgēņijs Saproņenko · Letônia · (9,699)                                                                                      | Dieter Rehm · Suíça · (9,631) |
| Solo detalhes             | Alexei Nemov · Rússia · (9,787)                                                          | Gervasio Deferr · Espanha · (9,750)                                                                                           | Xing Aowei · China · (9,737) |
| Cavalo com alças detalhes | Alexei Nemov · Rússia · (9,775)                                                          | Marius Urzica · Roménia · (9,762)                                                                                             | Nikolai Kryukov · Rússia · (9,750) |
| Barras paralelas detalhes | Lee Joo-Hyung Coreia do Sul (9,750)                                                      | Naoya Tsukahara · Japão · Alexei Bondarenko · Rússia · (9,675)                                                                | nenhum |
| Argolas detalhes          | Dong Zhen · China · (9,775)                                                              | Szilveszter Csollany · Hungria · (9,737)                                                                                      | Dimosthenis Tampakos · Grécia · (9,712) |
| Barra fixa detalhes       | Jesus Carballo · Espanha · (9,762)                                                       | Alexander Jelkov · Canadá · (9,700)                                                                                           | Yang Wei · China · (9,612) |

Feminino
| Evento                       | Ouro | Prata | Bronze |
| Equipes detalhes             | Simona Amânar · Loredana Boboc · Andreea Isarescu · Maria Olaru · Corina Ungureanu · Andreea Raducan · Roménia · (153,527) | Svetlana Khorkina · Anna Kovalyova · Evgenia Kuznetsova · Elena Produnova · Elena Zamolodchikova · Ekaterina Lobazniuk · Rússia · (153,209) | Olga Raschoupkina · Natalia Hordny · Viktoria Karpenko · Tatiana Yarosh · Inna Skarupa · Olga Teslesko · Ucrânia · (152,338) |
| Individual geral detalhes    | Maria Olaru · Roménia · (38,774)                                                                                           | Viktoria Karpenko · Ucrânia · (38,705) | Elena Zamolodchikova · Rússia · (38,687)                                                                                     |
| Salto detalhes               | Elena Zamolodchikova · Rússia · (9,718)                                                                                    | Simona Amanar · Roménia · (9,631) | Maria Olaru · Roménia · (9,593)                                                                                              |
| Solo detalhes                | Andreea Raducan · Roménia · (9,837)                                                                                        | Simona Amanar · Roménia · (9,800) | Svetlana Khorkina · Rússia · (9,787)                                                                                         |
| Trave detalhes               | Ling Jie · China · (9,775)                                                                                                 | Andreea Raducan · Roménia · (9,762) | Olga Raushupkina · Ucrânia · (9,737)                                                                                         |
| Barras assimétricas detalhes | Svetlana Khorkina · Rússia · (9,837)                                                                                       | Huang Mandan · China · (9,825) | Ling Jie · China · (9,812)                                                                                                   |

## Quadro de medalhas
| Ordem | País          | Medalha de ouro | Medalha de prata | Medalha de bronze |    |
| ----- | ------------- | --------------- | ---------------- | ----------------- | -- |
| 1     | Rússia        | 5               | 4                | 3                 | 12 |
| 2     | China         | 4               | 1                | 3                 | 8  |
| 3     | Roménia       | 3               | 4                | 1                 | 8  |
| 4     | Espanha       | 1               | 1                |                   | 2  |
| 5     | Coreia do Sul | 1               |                  |                   | 1  |
| 6     | Japão         |                 | 2                |                   | 2  |
| 7     | Canadá        |                 | 1                |                   | 1  |
| 7     | Hungria       |                 | 1                |                   | 1  |
| 7     | Letónia       |                 | 1                |                   | 1  |
| 10    | Ucrânia       |                 | 1                | 2                 | 3  |
| 11    | Bielorrússia  |                 |                  | 1                 | 1  |
| 11    | Bulgária      |                 |                  | 1                 | 1  |
| 11    | Grécia        |                 |                  | 1                 | 1  |
| 11    | Suíça         |                 |                  | 1                 | 1  |
| TOTAL | TOTAL         | 14              | 15               | 13                | 42 |